# Pic Prospect (Californie)
Pour les articles homonymes, voir Prospect.
Le pic Prospect (en anglais : Prospect Peak) est un sommet de la chaîne des Cascades, aux États-Unis. Il culmine à 2 541 mètres d'altitude dans le comté de Shasta, en Californie. Il est protégé au sein de la Lassen Volcanic Wilderness, dans le parc national volcanique de Lassen.
On trouve au pic Prospect une tour de guet inscrite au Registre national des lieux historiques depuis le 30 mars 1978, le Prospect Peak Fire Lookout.